# Kanton Fresnes
Kanton Fresnes (fr. Canton de Fresnes) je francouzský kanton v departementu Val-de-Marne v regionu Île-de-France. Tvoří ho pouze město Fresnes.